# Frontera entre Alemanya i Txèquia
La frontera entre Alemanya i Txèquia es la frontera internacional que s'estén d'oest a est i separa el sud-oest d'Alemanya (länder de Baviera i Saxònia) de l'est de Txèquia (regions de Plzeň, Ústí nad Labem, Bohèmia Meridional, Karlovy Vary i Liberec), ambdós membres de la Unió Europea, i signataris dels acords de Schengen.

## Traçat
El seu traçat comença a l'est al trifini situat a una dotzena de metres del marge esquerre del riu Neisse al sud de la vila allemanys de Zittau, punt d'intersecció de les fronteres germano-polonesa i txeco-polonesa.

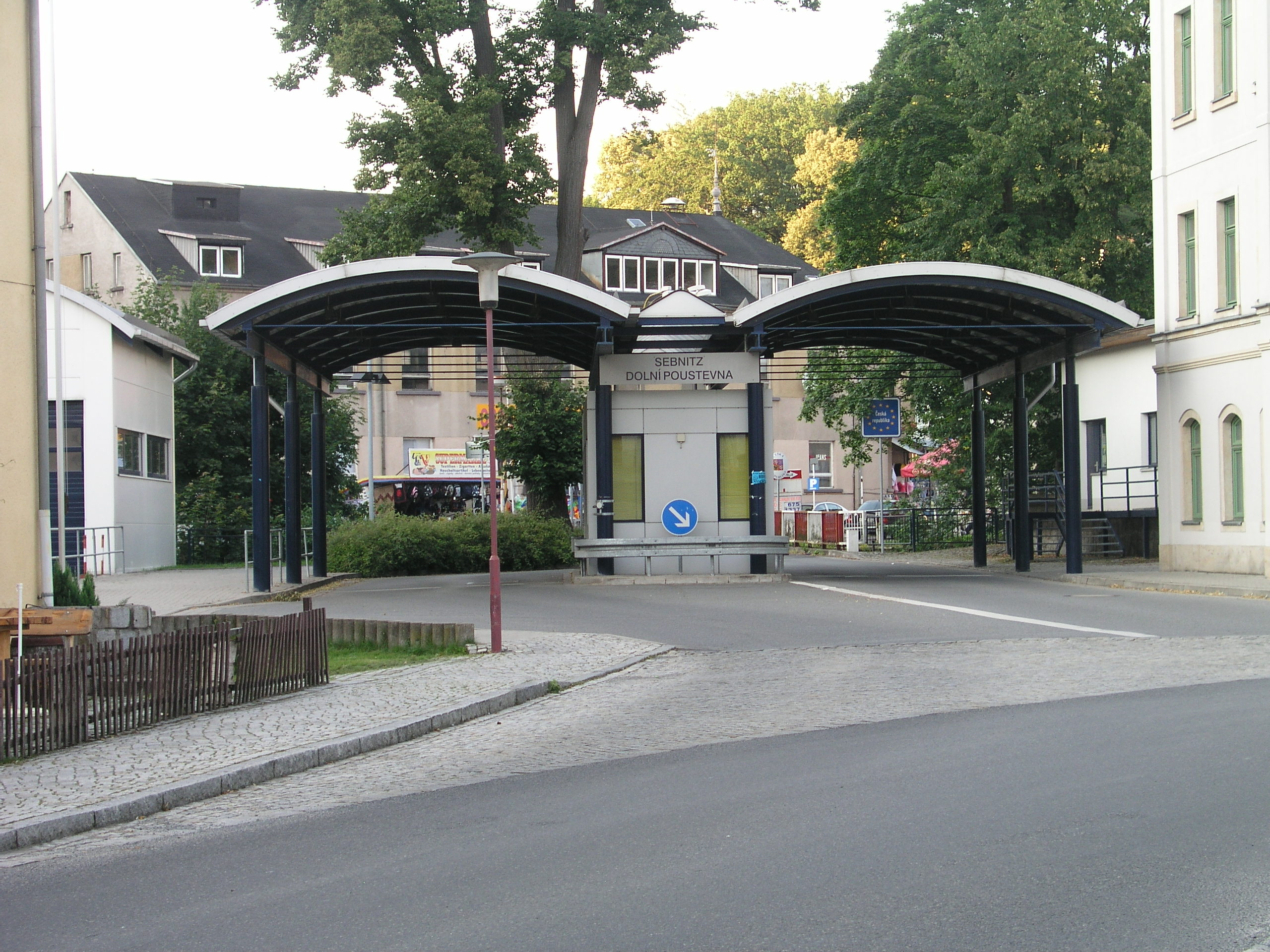
Pas fronterer Dolní Poustevna-Sebnitz

Des d'allà, pren una direcció sud-oest amb la cresta dels Muntanyes Metal·líferes fins a un punt sobre 500 metres al sud-est del poble de Mittelhammer (localitat de Regnitzlosau), a Baviera. Abans de reunificació alemanya en 1989, va ser el trifini entre Alemanya Occidental/República Democràtica Alemanya/Txecoslovàquia.

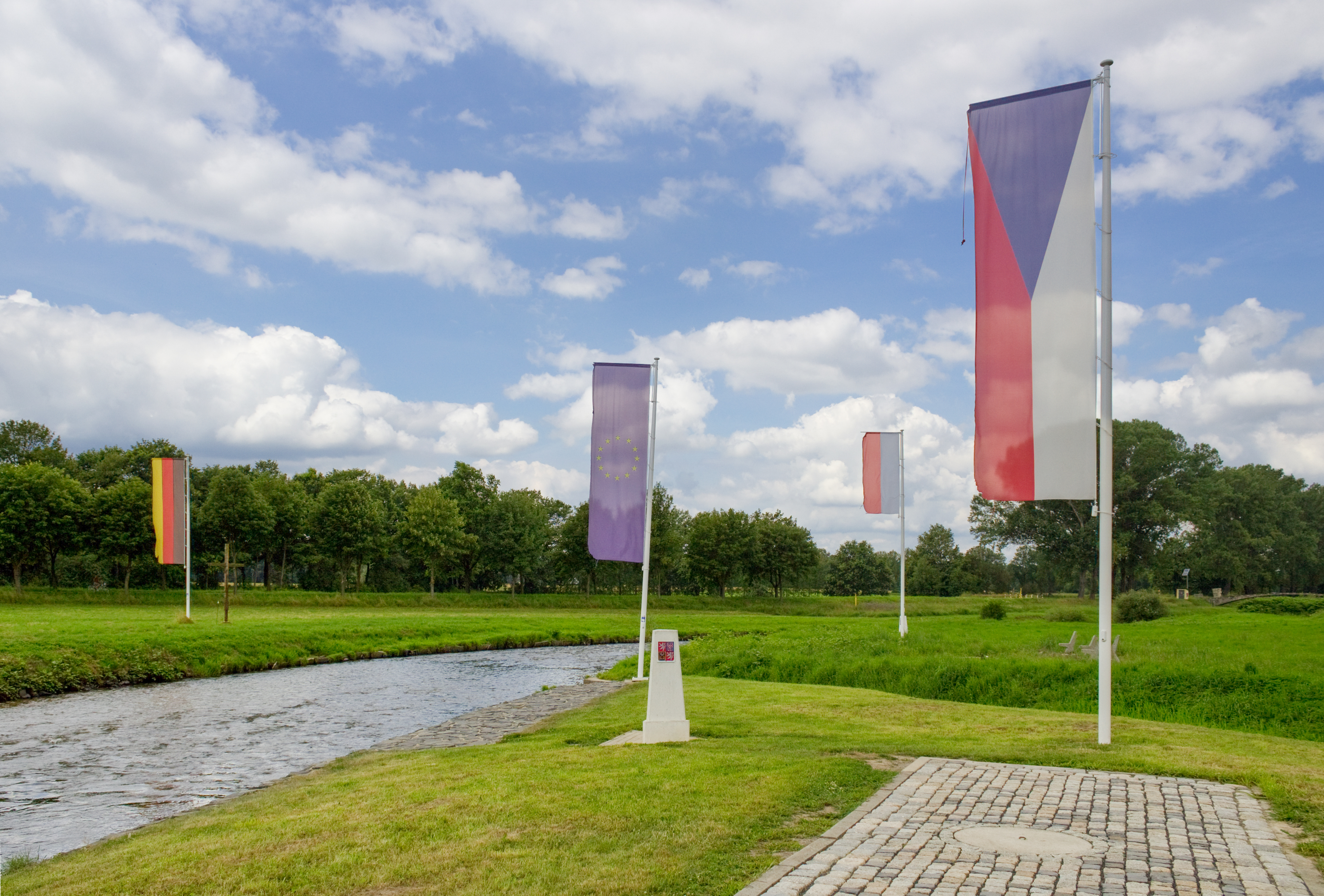
Trifini germano-txeco-polonès

Des de Mittelhammer, la frontera pren la direcció sud-est, travessant la serralada boscos de l'Alt Palatinat i Selva de Bohèmia fins que el triangle format amb la frontera austro-alemanya i austro-txeca, que es troba a la vora del Parc Nacional de Šumava.

## Història
El traçat de la frontera té els seus orígens en la frontera entre l'antic regne de Bohèmia i l'Imperi Alemany
Durant l'existència de la Tercera República Txecoslovaca, i després de la República Socialista Txecoslovaca (entre 1945 i 1989), de la qual la República Txeca va ser un dels components, aquesta última part de la frontera va ser part del teló d'acer que va ser desmantellat durant la caiguda dels règims comunistes del Bloc Oriental.
Durant la Guerra Freda, la frontera entre Txecoslovàquia, Alemanya Occidental (República Federal d'Alemanya) i Àustria era constantment reforçada per filferro de pues i torres de vigilància com la frontera interalemanya. Aquestes fortificacions seran eliminades al desembre de 1989. A diferència de les dues Alemanyes, hi va haver relativament pocs incidents a prop de la frontera al llarg de la seva existència.

## Passos fronterers

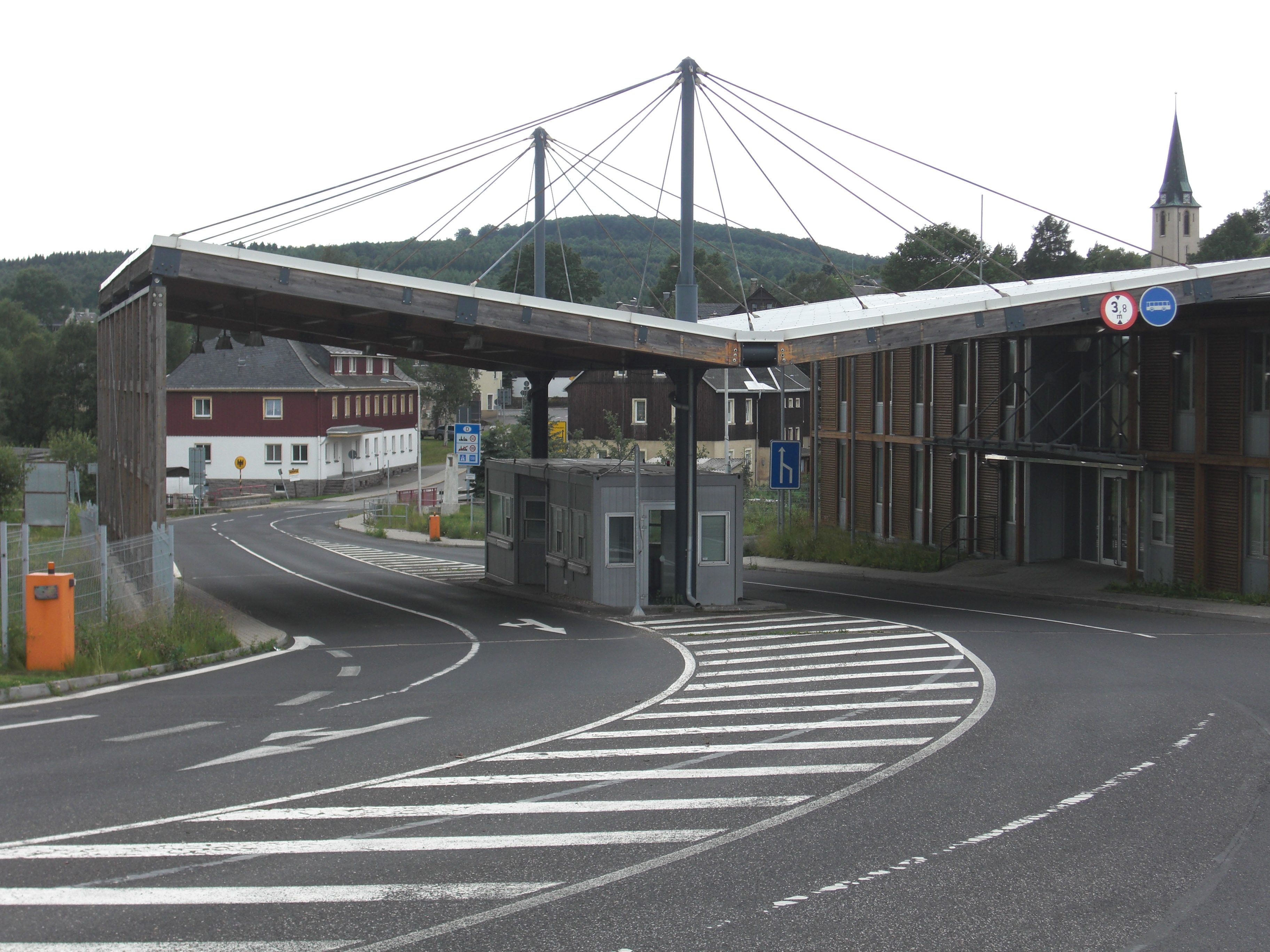
Pas d'Einsiedel

| Estat   | Districte                          |                                    | Comunitats a Alemanya                          | Pas fronterer               |                                       | Pas fronterer           |                             | Comunitats a Txèquia       | Districte             | Regió                   |
| ------- | ---------------------------------- | ---------------------------------- | ---------------------------------------------- | --------------------------- | ------------------------------------- | ----------------------- | --------------------------- | -------------------------- | --------------------- | ----------------------- |
| Saxònia | Görlitz                            |                                    | Zittau                                         |                             | N e i ß e                             |                         |                             | Hrádek nad Nisou (Grottau) | Liberec (Reichenberg) | Liberec (Reichenberg)   |
| Saxònia | Görlitz                            | W e s t s u d e t e n              | Zittau                                         |                             |                                       |                         |                             | Hrádek nad Nisou (Grottau) | Liberec (Reichenberg) | Liberec (Reichenberg)   |
| Saxònia | Görlitz                            | Jablonné v Podještědí (Gabel)      | Zittau                                         |                             |                                       |                         |                             |                            | Liberec (Reichenberg) | Liberec (Reichenberg)   |
| Saxònia | Görlitz                            | Oybin                              |                                                |                             |                                       |                         |                             |                            | Liberec (Reichenberg) | Liberec (Reichenberg)   |
| Saxònia | Görlitz                            |                                    |                                                | Krompach (Krombach)         | Česká Lípa (Böhmisch Leipa)           |                         |                             |                            |                       | Liberec (Reichenberg)   |
| Saxònia | Görlitz                            | Jonsdorf                           |                                                | Krompach (Krombach)         | Česká Lípa (Böhmisch Leipa)           |                         |                             |                            |                       | Liberec (Reichenberg)   |
| Saxònia | Görlitz                            | Mařenice (Großmergthal)            |                                                |                             | Česká Lípa (Böhmisch Leipa)           |                         |                             |                            |                       | Liberec (Reichenberg)   |
| Saxònia | Görlitz                            | Großschönau                        |                                                |                             | Česká Lípa (Böhmisch Leipa)           |                         |                             |                            |                       | Liberec (Reichenberg)   |
| Saxònia | Görlitz                            |                                    |                                                | Dolní Podluží (Niedergrund) | Děčín (Tetschen)                      | Ústí nad Labem (Aussig) |                             |                            |                       |                         |
| Saxònia | Görlitz                            | Varnsdorf (Warnsdorf)              |                                                |                             | Děčín (Tetschen)                      | Ústí nad Labem (Aussig) |                             |                            |                       |                         |
| Saxònia | Görlitz                            | Leutersdorf                        |                                                |                             | Děčín (Tetschen)                      | Ústí nad Labem (Aussig) |                             |                            |                       |                         |
| Saxònia | Görlitz                            | Seifhennersdorf                    |                                                |                             | Děčín (Tetschen)                      | Ústí nad Labem (Aussig) |                             |                            |                       |                         |
| Saxònia | Görlitz                            | Rumburk (Rumburg)                  |                                                |                             | Děčín (Tetschen)                      | Ústí nad Labem (Aussig) |                             |                            |                       |                         |
| Saxònia | Görlitz                            | Ebersbach-Neugersdorf              |                                                |                             | Děčín (Tetschen)                      | Ústí nad Labem (Aussig) |                             |                            |                       |                         |
| Saxònia | Görlitz                            | Jiříkov (Georgswalde)              |                                                |                             | Děčín (Tetschen)                      | Ústí nad Labem (Aussig) |                             |                            |                       |                         |
| Saxònia | Görlitz                            | Neusalza-Spremberg                 |                                                |                             | Děčín (Tetschen)                      | Ústí nad Labem (Aussig) |                             |                            |                       |                         |
| Saxònia | Görlitz                            | Šluknov (Schluckenau)              |                                                |                             | Děčín (Tetschen)                      | Ústí nad Labem (Aussig) |                             |                            |                       |                         |
| Saxònia | Görlitz                            | Oppach                             |                                                |                             | Děčín (Tetschen)                      | Ústí nad Labem (Aussig) |                             |                            |                       |                         |
| Saxònia | Bautzen                            |                                    | Sohland an der Spree                           |                             | Děčín (Tetschen)                      | Ústí nad Labem (Aussig) |                             |                            |                       |                         |
| Saxònia | Bautzen                            | Velký Šenov (Groß Schönau)         | Sohland an der Spree                           |                             | Děčín (Tetschen)                      | Ústí nad Labem (Aussig) |                             |                            |                       |                         |
| Saxònia | Bautzen                            | Lipová u Šluknova (Hainspach)      | Sohland an der Spree                           |                             | Děčín (Tetschen)                      | Ústí nad Labem (Aussig) |                             |                            |                       |                         |
| Saxònia | Bautzen                            | Steinigtwolmsdorf                  |                                                |                             | Děčín (Tetschen)                      | Ústí nad Labem (Aussig) |                             |                            |                       |                         |
| Saxònia | Bautzen                            | Lobendava (Lobendau)               |                                                |                             | Děčín (Tetschen)                      | Ústí nad Labem (Aussig) |                             |                            |                       |                         |
| Saxònia | Sächsische Schweiz-Osterz- gebirge |                                    | Neustadt in Sachsen                            |                             | Děčín (Tetschen)                      | Ústí nad Labem (Aussig) |                             |                            |                       |                         |
| Saxònia | Sächsische Schweiz-Osterz- gebirge | Dolní Poustevna (Niedereinsiedel)  | Neustadt in Sachsen                            |                             | Děčín (Tetschen)                      | Ústí nad Labem (Aussig) |                             |                            |                       |                         |
| Saxònia | Sächsische Schweiz-Osterz- gebirge | Sebnitz                            |                                                |                             | Děčín (Tetschen)                      | Ústí nad Labem (Aussig) |                             |                            |                       |                         |
| Saxònia | Sächsische Schweiz-Osterz- gebirge | Vilémov u Šluknova (Wölmsdorf)     |                                                |                             | Děčín (Tetschen)                      | Ústí nad Labem (Aussig) |                             |                            |                       |                         |
| Saxònia | Sächsische Schweiz-Osterz- gebirge | Mikulášovice (Nixdorf)             |                                                |                             | Děčín (Tetschen)                      | Ústí nad Labem (Aussig) |                             |                            |                       |                         |
| Saxònia | Sächsische Schweiz-Osterz- gebirge | Staré Křečany (Alt Ehrenberg)      |                                                |                             | Děčín (Tetschen)                      | Ústí nad Labem (Aussig) |                             |                            |                       |                         |
| Saxònia | Sächsische Schweiz-Osterz- gebirge | Doubice (Daubitz)                  |                                                |                             | Děčín (Tetschen)                      | Ústí nad Labem (Aussig) |                             |                            |                       |                         |
| Saxònia | Sächsische Schweiz-Osterz- gebirge | Jetřichovice (Dittersbach)         |                                                |                             | Děčín (Tetschen)                      | Ústí nad Labem (Aussig) |                             |                            |                       |                         |
| Saxònia | Sächsische Schweiz-Osterz- gebirge | Hřensko (Herrnskretschen)          |                                                |                             | Děčín (Tetschen)                      | Ústí nad Labem (Aussig) |                             |                            |                       |                         |
| Saxònia | Sächsische Schweiz-Osterz- gebirge | Bad Schandau                       |                                                |                             | Děčín (Tetschen)                      | Ústí nad Labem (Aussig) |                             |                            |                       |                         |
| Saxònia | Sächsische Schweiz-Osterz- gebirge | E l b e                            |                                                |                             | Děčín (Tetschen)                      | Ústí nad Labem (Aussig) |                             |                            |                       |                         |
| Saxònia | Sächsische Schweiz-Osterz- gebirge | Reinhardtsdorf-Schöna              |                                                |                             | Děčín (Tetschen)                      | Ústí nad Labem (Aussig) |                             |                            |                       |                         |
| Saxònia | Sächsische Schweiz-Osterz- gebirge | E r z g e b i r g e                |                                                |                             | Děčín (Tetschen)                      | Ústí nad Labem (Aussig) | Děčín (Tetschen)            |                            |                       |                         |
| Saxònia | Sächsische Schweiz-Osterz- gebirge | E r z g e b i r g e                | Gohrisch                                       |                             | Děčín (Tetschen)                      | Ústí nad Labem (Aussig) | Děčín (Tetschen)            |                            |                       |                         |
| Saxònia | Sächsische Schweiz-Osterz- gebirge | E r z g e b i r g e                | Rosenthal-Bielatal                             |                             | Děčín (Tetschen)                      | Ústí nad Labem (Aussig) | Děčín (Tetschen)            |                            |                       |                         |
| Saxònia | Sächsische Schweiz-Osterz- gebirge | E r z g e b i r g e                | Jílové u Děčína (Eulau)                        |                             | Děčín (Tetschen)                      | Ústí nad Labem (Aussig) |                             |                            |                       |                         |
| Saxònia | Sächsische Schweiz-Osterz- gebirge | E r z g e b i r g e                |                                                |                             | Tisá (Tissa)                          | Ústí nad Labem (Aussig) | Ústí nad Labem (Aussig)     |                            |                       |                         |
| Saxònia | Sächsische Schweiz-Osterz- gebirge | E r z g e b i r g e                | Bad Gottleuba-Berggießhübel                    |                             | Tisá (Tissa)                          | Ústí nad Labem (Aussig) | Ústí nad Labem (Aussig)     |                            |                       |                         |
| Saxònia | Sächsische Schweiz-Osterz- gebirge | E r z g e b i r g e                | Petrovice u Chabařovic (Peterswald)            |                             |                                       | Ústí nad Labem (Aussig) | Ústí nad Labem (Aussig)     |                            |                       |                         |
| Saxònia | Sächsische Schweiz-Osterz- gebirge | E r z g e b i r g e                | Altenberg                                      |                             |                                       | Ústí nad Labem (Aussig) | Ústí nad Labem (Aussig)     |                            |                       |                         |
| Saxònia | Sächsische Schweiz-Osterz- gebirge | E r z g e b i r g e                |                                                |                             | Krupka (Graupen)                      | Ústí nad Labem (Aussig) | Teplice (Teplitz-Schönau)   |                            |                       |                         |
| Saxònia | Sächsische Schweiz-Osterz- gebirge | E r z g e b i r g e                | Dubí (Eichwald)                                |                             |                                       | Ústí nad Labem (Aussig) | Teplice (Teplitz-Schönau)   |                            |                       |                         |
| Saxònia | Sächsische Schweiz-Osterz- gebirge | E r z g e b i r g e                | Košťany (Kosten)                               |                             |                                       | Ústí nad Labem (Aussig) | Teplice (Teplitz-Schönau)   |                            |                       |                         |
| Saxònia | Sächsische Schweiz-Osterz- gebirge | E r z g e b i r g e                | Mikulov v Krušných horách (Niklasberg)         |                             |                                       | Ústí nad Labem (Aussig) | Teplice (Teplitz-Schönau)   |                            |                       |                         |
| Saxònia | Sächsische Schweiz-Osterz- gebirge | E r z g e b i r g e                | Moldava (Moldau)                               |                             |                                       | Ústí nad Labem (Aussig) | Teplice (Teplitz-Schönau)   |                            |                       |                         |
| Saxònia | Sächsische Schweiz-Osterz- gebirge | E r z g e b i r g e                | Hermsdorf/Erzgeb.                              |                             |                                       | Ústí nad Labem (Aussig) | Teplice (Teplitz-Schönau)   |                            |                       |                         |
| Saxònia | Mittel- sachsen                    | E r z g e b i r g e                |                                                | Rechenberg-Bienenmühle      |                                       | Ústí nad Labem (Aussig) | Teplice (Teplitz-Schönau)   |                            |                       |                         |
| Saxònia | Mittel- sachsen                    | E r z g e b i r g e                | Osek (Ossegg)                                  | Rechenberg-Bienenmühle      |                                       | Ústí nad Labem (Aussig) | Teplice (Teplitz-Schönau)   |                            |                       |                         |
| Saxònia | Mittel- sachsen                    | E r z g e b i r g e                |                                                | Rechenberg-Bienenmühle      |                                       | Ústí nad Labem (Aussig) | Český Jiřetín (Georgendorf) | Most (Brüx)                |                       |                         |
| Saxònia | Mittel- sachsen                    | E r z g e b i r g e                | Neuhausen/Erzgeb.                              |                             |                                       | Ústí nad Labem (Aussig) | Český Jiřetín (Georgendorf) | Most (Brüx)                |                       |                         |
| Saxònia | Mittel- sachsen                    | E r z g e b i r g e                | Klíny (Göhren)                                 |                             |                                       | Ústí nad Labem (Aussig) |                             | Most (Brüx)                |                       |                         |
| Saxònia | Mittel- sachsen                    | E r z g e b i r g e                | Nová Ves v Horách (Gebirgsneudorf)             |                             |                                       | Ústí nad Labem (Aussig) |                             | Most (Brüx)                |                       |                         |
| Saxònia | Erzgebirge                         | E r z g e b i r g e                |                                                | Deutschneudorf              |                                       | Ústí nad Labem (Aussig) |                             | Most (Brüx)                |                       |                         |
| Saxònia | Erzgebirge                         | E r z g e b i r g e                | Hora Svaté Kateřiny (Sankt Katharinaberg)      | Deutschneudorf              |                                       | Ústí nad Labem (Aussig) |                             | Most (Brüx)                |                       |                         |
| Saxònia | Erzgebirge                         | E r z g e b i r g e                | Olbernhau                                      |                             |                                       | Ústí nad Labem (Aussig) |                             | Most (Brüx)                |                       |                         |
| Saxònia | Erzgebirge                         | E r z g e b i r g e                | Brandov (Brandau)                              |                             |                                       | Ústí nad Labem (Aussig) |                             | Most (Brüx)                |                       |                         |
| Saxònia | Erzgebirge                         | E r z g e b i r g e                |                                                |                             | Kalek (Kallich)                       | Ústí nad Labem (Aussig) | Chomutov (Komotau)          |                            |                       |                         |
| Saxònia | Erzgebirge                         | E r z g e b i r g e                | Marienberg                                     |                             | Kalek (Kallich)                       | Ústí nad Labem (Aussig) | Chomutov (Komotau)          |                            |                       |                         |
| Saxònia | Erzgebirge                         | E r z g e b i r g e                | Hora Svatého Šebestiána (Sankt Sebastiansberg) |                             |                                       | Ústí nad Labem (Aussig) | Chomutov (Komotau)          |                            |                       |                         |
| Saxònia | Erzgebirge                         | E r z g e b i r g e                | Výsluní (Sonnenberg)                           |                             |                                       | Ústí nad Labem (Aussig) | Chomutov (Komotau)          |                            |                       |                         |
| Saxònia | Erzgebirge                         | E r z g e b i r g e                | Kryštofovy Hamry (Christophhammer)             |                             |                                       | Ústí nad Labem (Aussig) | Chomutov (Komotau)          |                            |                       |                         |
| Saxònia | Erzgebirge                         | E r z g e b i r g e                | Jöhstadt                                       |                             |                                       | Ústí nad Labem (Aussig) | Chomutov (Komotau)          |                            |                       |                         |
| Saxònia | Erzgebirge                         | E r z g e b i r g e                | Königswalde                                    |                             |                                       | Ústí nad Labem (Aussig) | Chomutov (Komotau)          |                            |                       |                         |
| Saxònia | Erzgebirge                         | E r z g e b i r g e                | Vejprty (Weipert)                              |                             |                                       | Ústí nad Labem (Aussig) | Chomutov (Komotau)          |                            |                       |                         |
| Saxònia | Erzgebirge                         | E r z g e b i r g e                | Bärenstein                                     |                             |                                       | Ústí nad Labem (Aussig) | Chomutov (Komotau)          |                            |                       |                         |
| Saxònia | Erzgebirge                         | E r z g e b i r g e                | Oberwiesenthal                                 |                             |                                       | Ústí nad Labem (Aussig) | Chomutov (Komotau)          |                            |                       |                         |
| Saxònia | Erzgebirge                         | E r z g e b i r g e                | Loučná pod Klínovcem (Böhmisch Wiesenthal)     |                             |                                       | Ústí nad Labem (Aussig) | Chomutov (Komotau)          |                            |                       |                         |
| Saxònia | Erzgebirge                         | E r z g e b i r g e                |                                                |                             | Jáchymov (Sankt Joachimsthal)         | Karlovy Vary (Karlsbad) | Karlovy Vary (Karlsbad)     |                            |                       |                         |
| Saxònia | Erzgebirge                         | E r z g e b i r g e                | Boží Dar (Gottesgab)                           |                             |                                       | Karlovy Vary (Karlsbad) | Karlovy Vary (Karlsbad)     |                            |                       |                         |
| Saxònia | Erzgebirge                         | E r z g e b i r g e                | Breitenbrunn/Erzgeb.                           |                             |                                       | Karlovy Vary (Karlsbad) | Karlovy Vary (Karlsbad)     |                            |                       |                         |
| Saxònia | Erzgebirge                         | E r z g e b i r g e                | Potůčky (Breitenbach)                          |                             |                                       | Karlovy Vary (Karlsbad) | Karlovy Vary (Karlsbad)     |                            |                       |                         |
| Saxònia | Erzgebirge                         | E r z g e b i r g e                | Johanngeorgenstadt                             |                             |                                       | Karlovy Vary (Karlsbad) | Karlovy Vary (Karlsbad)     |                            |                       |                         |
| Saxònia | Erzgebirge                         | E r z g e b i r g e                | Nové Hamry (Neuhammer bei Karlsbad)            |                             |                                       | Karlovy Vary (Karlsbad) | Karlovy Vary (Karlsbad)     |                            |                       |                         |
| Saxònia | Erzgebirge                         | E r z g e b i r g e                | Eibenstock                                     |                             |                                       | Karlovy Vary (Karlsbad) | Karlovy Vary (Karlsbad)     |                            |                       |                         |
| Saxònia | Erzgebirge                         | E r z g e b i r g e                |                                                |                             | Přebuz (Frühbuß)                      | Sokolov (Falkenau)      | Karlovy Vary (Karlsbad)     |                            |                       |                         |
| Saxònia | Vogtland                           | E r z g e b i r g e                |                                                | Muldenhammer                |                                       | Sokolov (Falkenau)      | Karlovy Vary (Karlsbad)     |                            |                       | Stříbrná (Silberbach)   |
| Saxònia | Vogtland                           | E r z g e b i r g e                | Klingenthal                                    |                             |                                       | Sokolov (Falkenau)      | Karlovy Vary (Karlsbad)     |                            |                       | Stříbrná (Silberbach)   |
| Saxònia | Vogtland                           | E r z g e b i r g e                | Bublava (Schwaderbach)                         |                             |                                       | Sokolov (Falkenau)      | Karlovy Vary (Karlsbad)     |                            |                       |                         |
| Saxònia | Vogtland                           | E r z g e b i r g e                | Kraslice (Graslitz)                            |                             |                                       | Sokolov (Falkenau)      | Karlovy Vary (Karlsbad)     |                            |                       |                         |
| Saxònia | Vogtland                           | E r z g e b i r g e                | Markneukirchen                                 |                             |                                       | Sokolov (Falkenau)      | Karlovy Vary (Karlsbad)     |                            |                       |                         |
| Saxònia | Vogtland                           | E r z g e b i r g e                |                                                |                             | Luby (Schönbach)                      | Cheb (Eger)             | Karlovy Vary (Karlsbad)     |                            |                       |                         |
| Saxònia | Vogtland                           | E r z g e b i r g e                | Bad Brambach                                   |                             | Luby (Schönbach)                      | Cheb (Eger)             | Karlovy Vary (Karlsbad)     |                            |                       |                         |
| Saxònia | Vogtland                           | E r z g e b i r g e                | Plesná (Fleißen)                               |                             |                                       | Cheb (Eger)             | Karlovy Vary (Karlsbad)     |                            |                       |                         |
| Saxònia | Vogtland                           | E r z g e b i r g e                | Skalná (Wildstein)                             |                             |                                       | Cheb (Eger)             | Karlovy Vary (Karlsbad)     |                            |                       |                         |
| Saxònia | Vogtland                           | E r z g e b i r g e                | Vojtanov (Voitersreuth)                        |                             |                                       | Cheb (Eger)             | Karlovy Vary (Karlsbad)     |                            |                       |                         |
| Saxònia | Vogtland                           | E r z g e b i r g e                | Hazlov (Haslau)                                |                             |                                       | Cheb (Eger)             | Karlovy Vary (Karlsbad)     |                            |                       |                         |
| Saxònia | Vogtland                           | E r z g e b i r g e                | Aš (Asch)                                      |                             |                                       | Cheb (Eger)             | Karlovy Vary (Karlsbad)     |                            |                       |                         |
| Saxònia | Vogtland                           | E r z g e b i r g e                | Bad Elster                                     |                             |                                       | Cheb (Eger)             | Karlovy Vary (Karlsbad)     |                            |                       |                         |
| Saxònia | Vogtland                           | E r z g e b i r g e                | Hranice u Aše (Roßbach)                        |                             |                                       | Cheb (Eger)             | Karlovy Vary (Karlsbad)     |                            |                       |                         |
| Saxònia | Vogtland                           | E r z g e b i r g e                | Adorf/Vogtl.                                   |                             |                                       | Cheb (Eger)             | Karlovy Vary (Karlsbad)     |                            |                       |                         |
| Saxònia | Vogtland                           | E r z g e b i r g e                | Eichigt                                        |                             |                                       | Cheb (Eger)             | Karlovy Vary (Karlsbad)     |                            |                       |                         |
| Baviera | Hof                                |                                    | Regnitzlosau                                   |                             | F i c h t e l g e b i r g e           | Cheb (Eger)             | Karlovy Vary (Karlsbad)     |                            |                       |                         |
| Baviera | Hof                                | Rehau                              |                                                |                             | F i c h t e l g e b i r g e           | Cheb (Eger)             | Karlovy Vary (Karlsbad)     |                            |                       |                         |
| Baviera | Hof                                | Krásná (Schönbach b. Asch)         |                                                |                             | F i c h t e l g e b i r g e           | Cheb (Eger)             | Karlovy Vary (Karlsbad)     |                            |                       |                         |
| Baviera | Hof                                | Aš (Asch)                          |                                                |                             | F i c h t e l g e b i r g e           | Cheb (Eger)             | Karlovy Vary (Karlsbad)     |                            |                       |                         |
| Baviera | Wunsiedel im Fichtel- gebirge      |                                    | Selb                                           |                             | F i c h t e l g e b i r g e           | Cheb (Eger)             | Karlovy Vary (Karlsbad)     |                            |                       |                         |
| Baviera | Wunsiedel im Fichtel- gebirge      | Hazlov (Haslau)                    | Selb                                           |                             | F i c h t e l g e b i r g e           | Cheb (Eger)             | Karlovy Vary (Karlsbad)     |                            |                       |                         |
| Baviera | Wunsiedel im Fichtel- gebirge      | Libá (Liebenstein)                 | Selb                                           |                             | F i c h t e l g e b i r g e           | Cheb (Eger)             | Karlovy Vary (Karlsbad)     |                            |                       |                         |
| Baviera | Wunsiedel im Fichtel- gebirge      | Hohenberg an der Eger              |                                                |                             | F i c h t e l g e b i r g e           | Cheb (Eger)             | Karlovy Vary (Karlsbad)     |                            |                       |                         |
| Baviera | Wunsiedel im Fichtel- gebirge      | Schirnding                         |                                                |                             | F i c h t e l g e b i r g e           | Cheb (Eger)             | Karlovy Vary (Karlsbad)     |                            |                       |                         |
| Baviera | Wunsiedel im Fichtel- gebirge      | Cheb (Eger)                        |                                                |                             | F i c h t e l g e b i r g e           | Cheb (Eger)             | Karlovy Vary (Karlsbad)     |                            |                       |                         |
| Baviera | Wunsiedel im Fichtel- gebirge      | Pomezí nad Ohří (Mühlbach)         |                                                |                             | F i c h t e l g e b i r g e           | Cheb (Eger)             | Karlovy Vary (Karlsbad)     |                            |                       |                         |
| Baviera | Tirschen- reuth                    |                                    | Waldsassen                                     |                             | F i c h t e l g e b i r g e           | Cheb (Eger)             | Karlovy Vary (Karlsbad)     |                            |                       |                         |
| Baviera | Tirschen- reuth                    | O b e r p f ä l z e r W a l d      | Waldsassen                                     |                             |                                       | Cheb (Eger)             | Karlovy Vary (Karlsbad)     | Cheb (Eger)                |                       |                         |
| Baviera | Tirschen- reuth                    | O b e r p f ä l z e r W a l d      | Waldsassen                                     | Lipová u Chebu (Lindenhau)  |                                       | Cheb (Eger)             | Karlovy Vary (Karlsbad)     |                            |                       |                         |
| Baviera | Tirschen- reuth                    | O b e r p f ä l z e r W a l d      | Neualbenreuth                                  |                             |                                       | Cheb (Eger)             | Karlovy Vary (Karlsbad)     |                            |                       |                         |
| Baviera | Tirschen- reuth                    | O b e r p f ä l z e r W a l d      | Stará Voda u Mariánských Lázní (Altwasser)     |                             |                                       | Cheb (Eger)             | Karlovy Vary (Karlsbad)     |                            |                       |                         |
| Baviera | Tirschen- reuth                    | O b e r p f ä l z e r W a l d      | Mähring                                        |                             |                                       | Cheb (Eger)             | Karlovy Vary (Karlsbad)     |                            |                       |                         |
| Baviera | Tirschen- reuth                    | O b e r p f ä l z e r W a l d      | Tři Sekery (Dreihacken)                        |                             |                                       | Cheb (Eger)             | Karlovy Vary (Karlsbad)     |                            |                       |                         |
| Baviera | Tirschen- reuth                    | O b e r p f ä l z e r W a l d      |                                                |                             | Broumov u Zadního Chodova (Promenhof) | Tachov (Tachau)         | Plzeň (Pilsen)              |                            |                       |                         |
| Baviera | Tirschen- reuth                    | O b e r p f ä l z e r W a l d      | Chodský Újezd (Heiligenkreuz)                  |                             |                                       | Tachov (Tachau)         | Plzeň (Pilsen)              |                            |                       |                         |
| Baviera | Tirschen- reuth                    | O b e r p f ä l z e r W a l d      | Halže (Hals)                                   |                             |                                       | Tachov (Tachau)         | Plzeň (Pilsen)              |                            |                       |                         |
| Baviera | Tirschen- reuth                    | O b e r p f ä l z e r W a l d      | Bärnau                                         |                             |                                       | Tachov (Tachau)         | Plzeň (Pilsen)              |                            |                       |                         |
| Baviera | Tirschen- reuth                    | O b e r p f ä l z e r W a l d      | Lesná u Tachova (Schönwald)                    |                             |                                       | Tachov (Tachau)         | Plzeň (Pilsen)              |                            |                       |                         |
| Baviera | Neustadt an der Waldnaab           | O b e r p f ä l z e r W a l d      |                                                | Flossenbürg                 |                                       | Tachov (Tachau)         | Plzeň (Pilsen)              |                            |                       |                         |
| Baviera | Neustadt an der Waldnaab           | O b e r p f ä l z e r W a l d      | Georgenberg                                    |                             |                                       | Tachov (Tachau)         | Plzeň (Pilsen)              |                            |                       |                         |
| Baviera | Neustadt an der Waldnaab           | O b e r p f ä l z e r W a l d      |                                                | Waidhaus                    |                                       | Tachov (Tachau)         | Plzeň (Pilsen)              |                            |                       | Rozvadov (Roßhaupt)     |
| Baviera | Neustadt an der Waldnaab           | O b e r p f ä l z e r W a l d      | Eslarn                                         |                             |                                       | Tachov (Tachau)         | Plzeň (Pilsen)              |                            |                       | Rozvadov (Roßhaupt)     |
| Baviera | Neustadt an der Waldnaab           | O b e r p f ä l z e r W a l d      | Třemešné (Zemschen)                            |                             |                                       | Tachov (Tachau)         | Plzeň (Pilsen)              |                            |                       |                         |
| Baviera | Neustadt an der Waldnaab           | O b e r p f ä l z e r W a l d      | Bělá nad Radbuzou (Weißensulz)                 |                             |                                       | Tachov (Tachau)         | Plzeň (Pilsen)              |                            |                       |                         |
| Baviera | Schwandorf                         | O b e r p f ä l z e r W a l d      |                                                | Schönsee                    |                                       | Tachov (Tachau)         | Plzeň (Pilsen)              |                            |                       |                         |
| Baviera | Schwandorf                         | O b e r p f ä l z e r W a l d      | Stadlern                                       |                             |                                       | Tachov (Tachau)         | Plzeň (Pilsen)              |                            |                       |                         |
| Baviera | Schwandorf                         | O b e r p f ä l z e r W a l d      | Rybník nad Radbuzou (Waier)                    |                             |                                       | Tachov (Tachau)         | Plzeň (Pilsen)              |                            |                       |                         |
| Baviera | Cham                               | O b e r p f ä l z e r W a l d      |                                                | Tiefenbach                  |                                       | Tachov (Tachau)         | Plzeň (Pilsen)              |                            |                       |                         |
| Baviera | Cham                               | O b e r p f ä l z e r W a l d      |                                                | Treffelstein                |                                       | Tachov (Tachau)         | Plzeň (Pilsen)              |                            |                       | Nemanice (Wassersuppen) |
| Baviera | Cham                               | O b e r p f ä l z e r W a l d      | Waldmünchen                                    |                             |                                       | Tachov (Tachau)         | Plzeň (Pilsen)              |                            |                       | Nemanice (Wassersuppen) |
| Baviera | Cham                               | O b e r p f ä l z e r W a l d      | Pec pod Čerchovem (Hochofen)                   |                             |                                       | Tachov (Tachau)         | Plzeň (Pilsen)              |                            |                       |                         |
| Baviera | Cham                               | O b e r p f ä l z e r W a l d      | Furth im Wald                                  |                             |                                       | Tachov (Tachau)         | Plzeň (Pilsen)              |                            |                       |                         |
| Baviera | Cham                               | O b e r p f ä l z e r W a l d      | Všeruby u Kdyně (Neumark)                      |                             |                                       | Tachov (Tachau)         | Plzeň (Pilsen)              |                            |                       |                         |
| Baviera | Cham                               | O b e r p f ä l z e r W a l d      | Eschlkam                                       |                             |                                       | Tachov (Tachau)         | Plzeň (Pilsen)              |                            |                       |                         |
| Baviera | Cham                               | O b e r p f ä l z e r W a l d      | Neukirchen beim Heiligen Blut                  |                             |                                       | Tachov (Tachau)         | Plzeň (Pilsen)              |                            |                       |                         |
| Baviera | Cham                               | O b e r p f ä l z e r W a l d      | Chudenín (Chudiwa)                             |                             |                                       | Tachov (Tachau)         | Plzeň (Pilsen)              |                            |                       |                         |
| Baviera | Cham                               | O b e r p f ä l z e r W a l d      | Hamry na Šumavě (Hammern)                      |                             |                                       | Tachov (Tachau)         | Plzeň (Pilsen)              |                            |                       |                         |
| Baviera | Cham                               | O b e r p f ä l z e r W a l d      | Lam                                            |                             |                                       | Tachov (Tachau)         | Plzeň (Pilsen)              |                            |                       |                         |
| Baviera | Cham                               | O b e r p f ä l z e r W a l d      | Lohberg                                        |                             |                                       | Tachov (Tachau)         | Plzeň (Pilsen)              |                            |                       |                         |
| Baviera | Cham                               | O b e r p f ä l z e r W a l d      | Železná Ruda (Markt Eisenstein)                |                             |                                       | Tachov (Tachau)         | Plzeň (Pilsen)              |                            |                       |                         |
| Baviera | Regen                              |                                    | Bayerisch Eisenstein                           |                             | B a y e r i s c h e r W a l d         | Tachov (Tachau)         | Plzeň (Pilsen)              |                            |                       |                         |
| Baviera | Regen                              | Lindberg                           |                                                |                             | B a y e r i s c h e r W a l d         | Tachov (Tachau)         | Plzeň (Pilsen)              |                            |                       |                         |
| Baviera | Regen                              | Prášily (Stubenbach)               |                                                |                             | B a y e r i s c h e r W a l d         | Tachov (Tachau)         | Plzeň (Pilsen)              |                            |                       |                         |
| Baviera | Regen                              | Modrava (Mader)                    |                                                |                             | B a y e r i s c h e r W a l d         | Tachov (Tachau)         | Plzeň (Pilsen)              |                            |                       |                         |
| Baviera | Regen                              | Frauenau                           |                                                |                             | B a y e r i s c h e r W a l d         | Tachov (Tachau)         | Plzeň (Pilsen)              |                            |                       |                         |
| Baviera | Freyung- Grafenau                  |                                    | Sankt Oswald-Riedlhütte                        |                             | B a y e r i s c h e r W a l d         | Tachov (Tachau)         | Plzeň (Pilsen)              |                            |                       |                         |
| Baviera | Freyung- Grafenau                  | Sankt Oswald                       |                                                |                             | B a y e r i s c h e r W a l d         | Tachov (Tachau)         | Plzeň (Pilsen)              |                            |                       |                         |
| Baviera | Freyung- Grafenau                  | Waldhäuserwald                     |                                                |                             | B a y e r i s c h e r W a l d         | Tachov (Tachau)         | Plzeň (Pilsen)              |                            |                       |                         |
| Baviera | Freyung- Grafenau                  | Neuschönau                         |                                                |                             | B a y e r i s c h e r W a l d         | Tachov (Tachau)         | Plzeň (Pilsen)              |                            |                       |                         |
| Baviera | Freyung- Grafenau                  | Schönbrunner Wald                  |                                                |                             | B a y e r i s c h e r W a l d         | Tachov (Tachau)         | Plzeň (Pilsen)              |                            |                       |                         |
| Baviera | Freyung- Grafenau                  | Mauther Forst                      |                                                |                             | B a y e r i s c h e r W a l d         | Tachov (Tachau)         | Plzeň (Pilsen)              |                            |                       |                         |
| Baviera | Freyung- Grafenau                  |                                    |                                                | Kvilda (Außergefild)        | B a y e r i s c h e r W a l d         | Prachatice (Prachatitz) | Plzeň (Pilsen)              |                            |                       |                         |
| Baviera | Freyung- Grafenau                  | Borová Lada (Ferchenhaid)          |                                                |                             | B a y e r i s c h e r W a l d         | Prachatice (Prachatitz) | Plzeň (Pilsen)              |                            |                       |                         |
| Baviera | Freyung- Grafenau                  | Strážný (Kuschwarda)               |                                                |                             | B a y e r i s c h e r W a l d         | Prachatice (Prachatitz) | Plzeň (Pilsen)              |                            |                       |                         |
| Baviera | Freyung- Grafenau                  | Philippsreut                       |                                                |                             | B a y e r i s c h e r W a l d         | Prachatice (Prachatitz) | Plzeň (Pilsen)              |                            |                       |                         |
| Baviera | Freyung- Grafenau                  | Philippsreuter Wald                |                                                |                             | B a y e r i s c h e r W a l d         | Prachatice (Prachatitz) | Plzeň (Pilsen)              |                            |                       |                         |
| Baviera | Freyung- Grafenau                  | Haidmühle                          |                                                |                             | B a y e r i s c h e r W a l d         | Prachatice (Prachatitz) | Plzeň (Pilsen)              |                            |                       |                         |
| Baviera | Freyung- Grafenau                  | Nová Pec (Neuofen)                 |                                                |                             | B a y e r i s c h e r W a l d         | Prachatice (Prachatitz) | Plzeň (Pilsen)              |                            |                       |                         |
| Baviera | Freyung- Grafenau                  | Frauenberger und Duschlberger Wald |                                                |                             | B a y e r i s c h e r W a l d         | Prachatice (Prachatitz) | Plzeň (Pilsen)              |                            |                       |                         |
| Baviera | Freyung- Grafenau                  | Pleckensteiner Wald                |                                                |                             | B a y e r i s c h e r W a l d         | Prachatice (Prachatitz) | Plzeň (Pilsen)              |                            |                       |                         |